# Чарнув (Ґостинінський повіт)
Чарнув (пол. Czarnów) — село в Польщі, у гміні Пацина Ґостинінського повіту Мазовецького воєводства.
У 1975-1998 роках село належало до Плоцького воєводства.